# Карла Хімена Серрано
Карла Хімена Серрано (ісп. Karla Ximena Serrano, нар. 14 квітня 2004) — мексиканська легкоатлетка, яка спеціалізується на спортивній ходьбі.

## Спортивні досягнення
Чемпіонка світу серед юніорів у спортивній ходьбі на 10000 метрів (2022).